# Manabu Nakamura
Manabu Nakamura (jap. 中村 学, Nakamura Manabu; * 26. Juni 1977 in der Präfektur Iwate) ist ein ehemaliger japanischer Fußballspieler.

## Karriere
Nakamura erlernte das Fußballspielen in der Schulmannschaft der Morioka Commercial High School. Seinen ersten Vertrag unterschrieb er 1996 bei den Brummell Sendai (heute: Vegalta Sendai). Der Verein spielte in der zweithöchsten Liga des Landes, der Japan Football League. 2001 wurde er mit dem Verein Vizemeister der J2 League. Für den Verein absolvierte er 84 Spiele. Danach spielte er bei den Grulla Morioka (2004–2005). Ende 2005 beendete er seine Karriere als Fußballspieler.